# أوليمب دو غوج
أوليمب دو غوج (بالفرنسية: Olympe de Gouges)‏ هي كاتبة مسرحية فرنسية وناشطة سياسية وتعرف ب ماري غوزي (7 مايو 1748 - 3 نوفمبر 1793) لاقت كتابتها الخاصة بحق المراة شهرة واسعة.
بدأت حياتها المهنية في بدايات 1780، ومع ارتفاع حدة التوتر السياسي في فرنسا، أصبحت داعية لتحسين حالة العبيد في المستعمرات الفرنسية في العام 1788. في الوقت نفسه بدأت كتابة النشرات السياسية وأصبحت أشهر ناشطة نسائية ومن أوائل من طالب بأن تعطى المرأة الفرنسية نفس حقوق الرجال في فرنسا. وفي عام 1791 من خلال إعلانها الخاص بحقوق المرأة والمواطنة تحدت تسلط الذكور وعدم المساواة بين الذكور والإناث، أعدمت بالمقصلة خلال عهد الإرهاب لمهاجمتها نظام الحكومة الثورية ولعلاقتها الوثيقة بالجيرونديون.

## نشأتها
تولت والدة ماري غوزي، من خلال ثراء ونفوذ أسرتها، منح ابنتها تعليمًا بورجوازيًا إذ تعلمت القراءة والكتابة وكانت لغتها الأولى هي اللغة الأكستانية.
تزوجت غوزي رغمًا عنها في 24 أكتوبر 1765 من لويس إيف أوبري الذي كان يعمل متعهدًا. كانت بطلة روايتها التي كانت شبه سيرة ذاتية ميموار في الرابعة عشر من عمرها يوم زفافها، في حين أن ماري أوبري نفسها كانت في السابعة عشر من عمرها يوم حفل زفافها. انتقدت روايتها هذا الزواج بشدة قائلةً: «تزوجت رجلًا لا أحبه وليس ثريًا ولا ذا نسب رفيع، لقد ضُحي بي ودون أي سبب يعوّض الاشمئزاز الذي شعرت به تجاه هذا الرجل». فسحت ثروة ماري الكبيرة المجال لزوجها الجديد بالاستقالة من عمله وإنشاء عمله الخاص. في 29 أغسطس 1766، أنجبت ماري ابنهما بيير أوبري، وفي شهر نوفمبر من ذلك العام، تسبب فيضان مدمر لنهر تارن في وفاة لويس. لم تتزوج ماري مرة أخرى أبدًا، ووصفت مؤسسة الزواج بأنها «مقبرة الثقة والمحبة».
غيرت ماري أوبري اسمها بعد وفاة زوجها إلى أوليمب دي غوج. بدأت علاقة مع جاك بيتريكس دي روزيير، وهو رجل أعمال ثري من ليون.

## الانتقال إلى باريس
في عام 1768، موّل بيتريكس انتقال دو غوج إلى باريس ووفر لها دخلًا. عاشت مع ابنها وأختها، واختلطت بالمجتمع العصري، إذ قيل عنها في ذلك الوقت إنها «إحدى أجمل نساء باريس». بالإضافة إلى ذلك، أقامت صداقات مع مدام دي مونتيسون وفيليب الثاني دوق أورليان. ارتادت غوج جميع الصالونات الأدبية الفنية والفلسفية في باريس، حيث التقت بالعديد من الكتّاب مثل لا هارب، ميرسييه ونيكولا شامفور، بالإضافة إلى من أصبحوا سياسيين فيما بعد مثل جاك بيير بريسو وكوندورسيه. عادةً ما كانت غوج ترتاد الصالونات الأدبية التي تقيمها مدام دي مونتيسون وفرنسيس دي بوارنيه اللتان كانتا كاتبات مسرحيات أيضًا.
بدأت دو غوج حياتها المهنية ككاتبة في باريس، إذ نشرت روايتها عام 1784 وباشرت بعد ذلك مسيرتها الخصبة ككاتبة مسرحية. نظرًا لكونها امرأة من المقاطعة ومتواضعة المولد، فقد لاءمت نفسها لتلائم مجتمع باريس. وقعت غوج منشوراتها العامة مع جريدة سيتوايين وهي النسخة النسوية من المواطنة. في فرنسا ما قبل الثورة لم يكن هناك مواطنون، والكتاب كانوا رعايا الملك، لكن في فرنسا الثورية لم يكن هناك سواىالمواطنين. في أكتوبر 1792 أصدرت الاتفاقية مرسومًا باستخدام لفظ المواطنة ليحل محل مدام ومدموزيل.
في عام 1788 نشرت كتاب تأملات في الرجال الزنوج والذي طالبت بالتعاطف مع محنة العبيد في المستعمرات الفرنسية. بالنسبة لغوج فقد كان هناك صلة مباشرة بين النظام الملكي الاستبدادي ومؤسسة العبودية. وقد جادلت مصرحةً: «الرجال سواسية في كل مكان، الملوك الذين لا يريدون عبيدًا يعلمون أن لديهم في المقابل رعايا خاضعين». وقد لفتت غوج انتباه العامة إليها من خلال مسرحيتها العبودية السوداء والتي أديت في المسرح الوطني الفرنسي في عام 1785. أدى موقفها من العبودية في المستعمرات الفرنسية إلى تلقيها العديد من التهديدات. تعرضت غوج أيضًا للهجوم من أولئك الذين يعتقدون أن المسرح ليس مكانًا للنساء. وصفها ابراهام جوزيف برنارد الذي كان صاحب تأثير في ذلك الوقت قائلًا: السيدة دو غوج هي إحدى النساء اللواتي تود أن تعطيهن شفرة حلاقة كهدية، االواتي يفقدن من خلال طموحاتهن جميع الخصائص الساحرة لجنسهن، كل امرأة تزعم أنها مؤلفة هي في المكان الخطأ، وذلك بغض النظر عن موهبتها». ردت غوج على ذلك متحديةً: «أنا مصممة على النجاح وسأصل لذلك رغمًا عن أعدائي». شنت جماعة تجارة العبيد حملات ضد مسرحيتها، فإضطرت في نهاية المطاف إلى اتخاذ إجراءات قانونية لجعل المسرح الوطني الفرنسي يعرض مسرحيتها العبودية السوداء. إلا أن المسرحية أغلقت بعد ثلاثة عروض، إذ أن جماعة تجارة العبيد دفعت لبعض المخربين لتخريب العرض.

## السياسة الثورية
استقبلت دو غوج، التي لطالما كانت مناصرة متحمسة لحقوق الإنسان، اندلاع الثورة بالأمل والفرح إلا أنه سرعان ما خاب أملها عندما لم تشمل المساواة في الحقوق النساء. أصبحت غوج في عام 1791 جزءًا من جمعية «أصدقاء الحقيقة»، والمعروفة أيضًا باسم «النادي الاجتماعي»، والتي كانت عبارة عن جمعية تهدف إلى تحقيق المساواة القانونية والسياسية بين الرجل والمرأة. اجتمع الأعضاء أحيانًا في منزل صوفي دي كوندورسيه المعروفة بمناصرتها لحقوق المرأة. كتبت دو غوج في عام 1791 ردًا على إعلان حقوق الإنسان والمواطن ما أسمته «بيان حقوق المرأة والمواطنة». كتبت ضمن هذا المقال النقدي تصريحها الشهير:
«المرأة لها أن تمتلك الحق في الوصول لمنصب رئيس البرلمان»
تبع ذلك كتابها «العقد الاجتماعي» الذي سمي نسبةً إلى كتاب لجان جاك روسو والذي يقترح الزواج على أساس المساواة بين الجنسين. في عامي 1790 و1791، في مستعمرة سانت دومينغو الفرنسية (هايتي حاليًا)، ثار الأحرار الملونون والعبيد الأفارقة استجابة للمثل العليا التي عُبر عنها في إعلان حقوق الإنسان والمواطن. لم توافق غوج على الثورة العنفية ونشرت كتاب «العبودية السوداء» بمقدمة في عام 1792 مجادلةً أن العبيد والأحرار الذين ردوا على فظائع العبودية «بسلوكيات همجية ووحشية» برروا بدورهم أعمال الطغاة. اتُهمت غوج في باريس من قبل رئيس بلدية باريس بالتحريض على التمرد في سانت دومينغو من خلال مسرحيتها. عندما عُرضت المسرحية مرة أخرى في ديسمبر 1792 اندلعت أعمال شغب في باريس.
عارضت غوج إعدام لويس السادس عشر ملك فرنسا (الذي حدث في 21 يناير 1793)، يُعزى ذلك من ناحية إلى معارضتها لعقوبة الإعدام، ومن ناحية أخرى لتفضيلها الملكية الدستورية. أثار هذا سخط العديد من الجمهوريين المتعصبين حتى الجيل القادم - مثل مؤرخ القرن التاسع عشر جول ميشليه، وهو مناصر شرس للثورة، وقد كتب في هذا الخصوص: «لقد سمحت لنفسها بالتصرف والكتابة عن قضايا لم يفهمها عقلها البليد». لقد عارض ميشليه أي مشاركة نسائية في المجال السياسي، ولذلك فقد بغض غوج.
في ديسمبر 1792، وعندما اقتربت محاكمة لويس السادس عشر، خاطبت غوج مجلس النواب وعرضت أن تدافع عنه، مما أثار سخط العديد من النواب. جادلت غوج في رسالتها أن لويس السادس عشر تعرض للخداع، وهو مذنب كملك لكنه بريء كرجل، وأنه يجب نفيه بدلًا من إعدامه.
كانت غوج على صلة بفصيل الجيرونديون، الذين كانوا مستهدفين من قبل فصيل مونتانيار الأكثر راديكالية. بعد إعدام لويس السادس عشر، أصبحت غوج أكثر حذرًا من فصيل مونتانيار التابع لماكسميليان روبسبيار، وانتقدت بتصريحات علنية عنفهم وموجز أعمال القتل التي ارتكبوها.

## سيرتها
ولدت ماري غوزي في عائلة برجوازية صغيرة في 1748 في مونتوبان في جنوب غرب فرنسا. وكان والدها الشرعي بيير غوز جزاراً وكانت والدتها آن-أوليمب ابنة لتاجر قماش. يعتقد أنها كانت ابنة غير شرعية للمركيز جان جاك دو بومبينيان وأن رفضة الاعتراف بها قد أثر عليها في دفاعها العاطفي عن حقوق الأطفال غير الشرعيين.
في 1765 تزوجت من لويس أوبري وهو متعهد توريد طعام جاء من باريس، لم يكن الزواج مغلفاً بالحب فتروى جوزى في رواية تعتبر شبه سيرة ذاتية «كنت متزوجة من رجل لم أكن أحبه ولم يكن غنياً». توفي زوجها بعد سنة من ذلك، في عام 1770 انتقلت إلى باريس مع ابنها بيير واتخذت اسم أوليمب دو غوج.

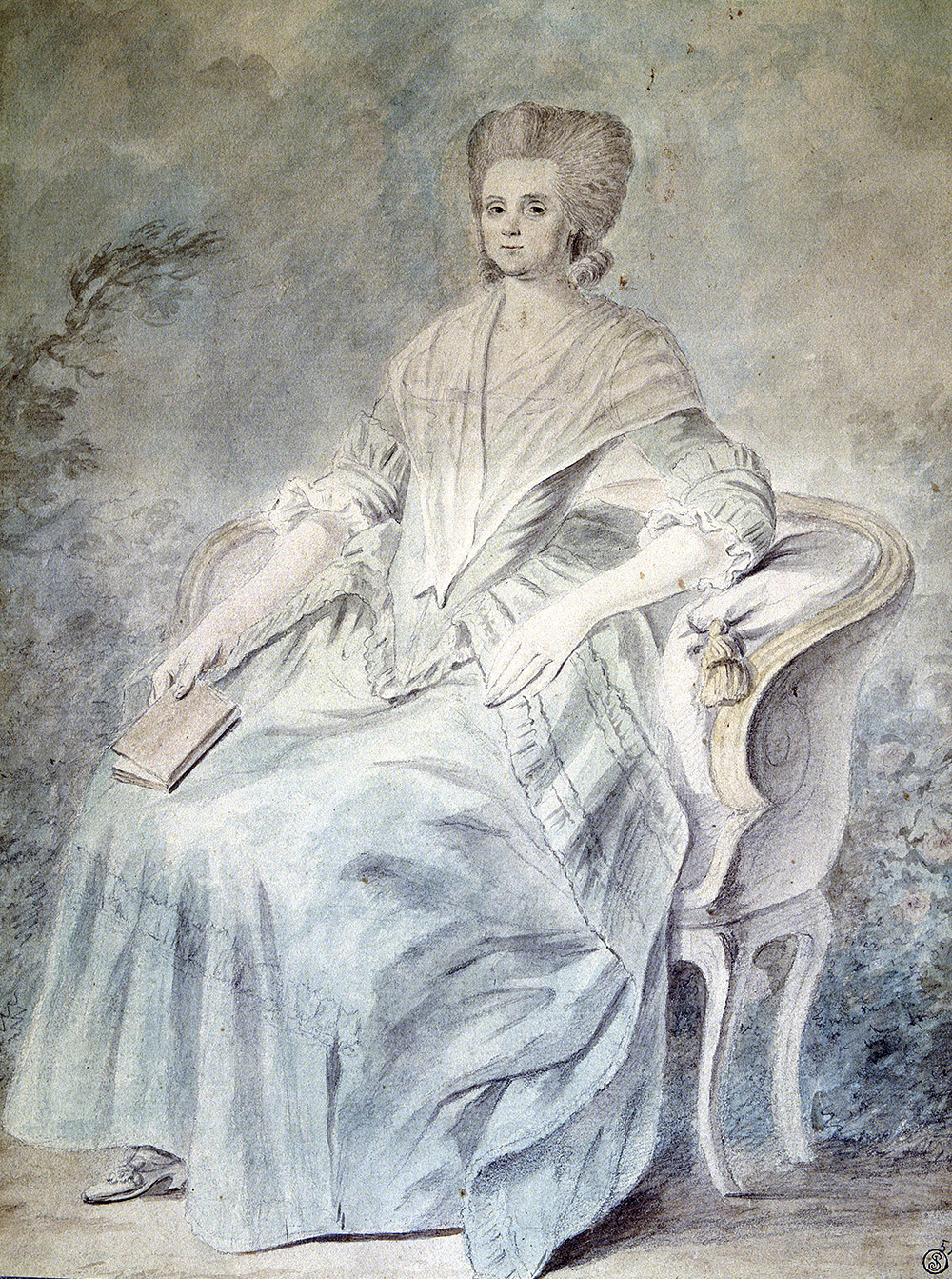
أوليمب دو غوج

في عام 1773 التقت رجل ثري يدعي جاك بييتريكس واستمرت بينهم علاقة طويلة والتي انتهت خلال الثورة.
ومن خلال الصالونات الفنية والفلسفية التقت بالعديد من الكتاب بما في ذلك لاهارب ومرسييه وكذلك السياسيين المستقبليين أمثال جاك بيير برسيت وكوندورسيه.
اللوحات الفنية لدو غوج تبين أنها كانت على قدر كبير من الجمال، اختارت لتتعايش مع العديد من الرجال الذين وقفوا معها مالياً. بداية من سنة 1784 (السنة التي توفي فيها والدها) بدأت كتابة المقالات والمسرحيات الاجتماعية. وأصبحت تسعى للتنقل بين الطبقات الأرستقراطية والتخلي عن لهجتها الريفية، أصبحت دو غوج من المدافعين المتحمسين عن حقوق الإنسان مع اندلاع الثورة الفرنسية التي نشرت الكثير من الأمل والفرح، ولكن سرعان ما فقدت بريقها عندما لم تحقق المساواة في الحقوق للنساء مع الرجال.
في عام 1791، أصبحت جزءا من جمعية أصدقاء الحقيقة، وهي جمعية تهدف للمساواة في الحقوق السياسية والقانونية للمرأة. وتسمى أيضاً «النادي الاجتماعي»، وكان أعضاء الجمعية يتجمعون أحيانا في منزل داعية حقوق المرأة المعروفة «صوفي دي كوندورسيه». هنا دعت دو غوج للمرة الأولى عن بيانها الشهير «المرأة لها أن تمتلك الحق في الوصول لمنصب رئيس البرلمان».

## اعتقالها وإعدامها

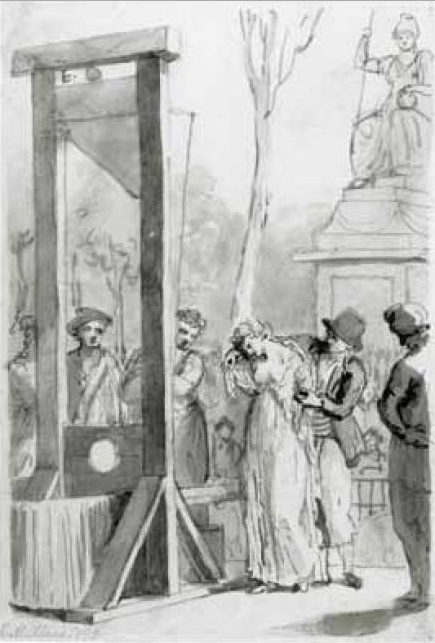
إعدام أوليمب دو غوج

مع تقدم الثورة، أصبحت أكثر عنفاً في كتاباتها. وفي 2 يونيه 1793، اعتقلت حكومة اليعاقبة حلفائها الجيرونديون وسجنتهم، وأرسلتهم إلى المقصلة في أكتوبر تشرين الأول.وفي النهاية أدى كتابها (خلاص الوطن، من قبل المسافر الجوي) في عام 1793 إلى اعتقالها.
بعد القبض عليها، تم تفتيش بيتها للحصول على الأدلة اللازمة وعندما لم يجد المحققين شيئاً دلتهم دو غوج طوعا ًعلى مخزن حيث تبقى أوراقها. وأكتشف المحققين هناك مسرحية غير مكتملة بعنوان («فرنسا المحفوظة، أو خلع الطاغية»). استخدمت دو غوج وكذلك النائب العام هذه المسرحية كدليل في محاكمتها. فإدعى النائب العام بأن تصوير دو غوج في المسرحية يتضمن إثارة التعاطف والدعم للملكيين في حين إدعت هي أن المسرحية تظهر أنها كانت دائمًا من المؤيدين للثورة.
أمضت ثلاثة أشهر في السجن دون محام في محاولة للدفاع عن نفسها. ورفض رئيس المحكمة حقها القانوني في توكيل محام على أساس أنها قادرة على تمثيل نفسها. ولكن ما كان لليعاقبة، الذين أعدموا بالفعل الملك والملكة، أن يتسامحوا مع أي شخصية معارضة من المثقفين.
وحكم عليها بالإعدام في 2 نوفمبر تشرين الثاني 1793 وأعدمت في اليوم التالي لنشرها الفتنة ومحاولتها إعادة النظام الملكي. ودفنت في مقبرة مادلين.
بعد وفاتها انتقل إبنها الجنرال بيير أوبري دو غوج لغيانا مع زوجته وخمسة أطفال. وتوفي في عام 1802 وبعد ذلك حاولت أرملته العودة إلى فرنسا ولكنها توفيت على متن السفينة خلال عودتها. وفي جوادلوب تزوجت اثنتان من بناته فتزوجت ماري جنفييف هياسنتي دو غوج من ضابط إنجليزي يدعي (الكابتن وليام وود) وشارلوت دو غوج من سياسي أميركي يدعي روبرت جارنت سلدن وكان عضو في كونغرس الولايات المتحدة الذين لديهم مزارع في ولاية فرجينيا، وبالتالي تعتبر دو غوج جدة العديد من الأسر الإنجليزية والأمريكية.

## روابط خارجية
- أوليمب دو غوج على موقع الموسوعة البريطانية (الإنجليزية)
- أوليمب دو غوج على موقع ميوزك برينز (الإنجليزية)